# Theodor Meyer (Physiker)
Theodor Meyer (* 1. Juli 1882 in Bevensen; † 8. März 1972) war ein deutscher Mathematiker, Physiker und Lehrer.
Seine Eltern, Theodor Meyer und Anna Mertens Meyer, betrieben ein Hotel. Ab 1892 besuchte er das Gymnasium Johanneum Lüneburg. Während er seinen Militärdienst ableistete, besuchte er an der Friedrich-Schiller-Universität Jena Mathematik-Vorlesungen von Gottlob Frege, August Gutzmer und Carl Johannes Thomae.
1902 wechselte er zur Friedrich-Wilhelm-Universität in Berlin, und studierte vier Semester bei den Mathematikern Ferdinand Georg Frobenius, Friedrich Robert Helmert, Georg Hettner, Johannes Knoblauch, Rudolf Lehmann-Filhés, Edmund Landau, Friedrich Schottky und Hermann Amandus Schwarz sowie bei den Physikern Otto Lummer und Emil Warburg und den Astronomen Julius Bauschinger und Wilhelm Foerster. 1904 wechselte er zur Georg-August-Universität Göttingen, wo er die Vorlesungen der Mathematiker Constantin Carathéodory, Gustav Herglotz, David Hilbert, Felix Klein, Wilhelm Lexis, Carl Runge und Ernst Zermelo besuchte, die der Physiker Max Abraham, Hermann Minkowski, Ludwig Prandtl, Eduard Riecke, Woldemar Voigt und Emil Wiechert, des Astronomen Martin Brendel und des Philosophen Edmund Husserl. Mit diesen Lehrern hatte er die seinerzeit bestmögliche Ausbildung in Mathematik und Physik. Nachdem er im Juli 1905 in Göttingen sein Examen für Mathematik bestanden hatte, lud Prandtl ihn ein ans Institut für angewandte Mechanik, und bot ihm für seine Doktorarbeit ein Projekt zur theoretischen Gasdynamik an. 1908 schrieb er seine Doktorarbeit Über zweidimensionale Bewegungsvorgänge in einem Gas, das mit Überschallgeschwindigkeit strömt.
Kurz darauf wurde er wieder zum Militärdienst einberufen und zu Beginn des Ersten Weltkriegs kämpfte er als Kapitän der Infanterie an der Westfront in Liège und Antwerpen und dann in Ypern, wo er verwundet wurde. Anfang 1915 erhielt er die Nachricht, dass Mythologen und experimentelle Theologen gesucht würden, um neue Angriffsmethoden zu entwickeln – was sich als Meteorologen und Experimentalphysiker entpuppte. Das brachte ihn mit Fritz Haber zusammen, der den Chlorgasangriff in der Zweiten Flandernschlacht im April 1915 vorbereitete. Dabei traf ihn eine Kugel am Knie und Haber transportierte ihn ins Militärhospital. Nach seiner Entlassung wurde er von Haber damit beschäftigt, am Kaiser-Wilhelm-Institut für physikalische Chemie und Elektrochemie in Dahlem Gas-Kurse für Offiziere zu halten. Im März 1916 kam er zum Armee-Oberkommando B und diente als Kampfgas-Spezialist. Etwa zwei Monate vor Ende des Krieges erkundigte er sich bei Prandtl nach Arbeit in Göttingen. Prandtl plante einen Überschall-Windkanal für Projektile, wobei er mit Carl Cranz in Konkurrenz stand. Meyer sollte eine Lavaldüse entwerfen, und dabei die grafische Hodograph-Methode von Adolf Steichen verwenden. Nachdem der Krieg verloren war, war an einer Weiterarbeit daran nicht zu denken.
Er besuchte Lehrgänge, um Hochschullehrer zu werden, und begann im April 1919 als Lehrer am Werner-Siemens-Realgymnasium in
Berlin. Ab November 1920 fand er auch Beschäftigung bei der Turbinenfabrik der AEG.
Er heiratete Frieda Büscher Koopmann und lebte am Meranerplatz 1 in Schöneberg. Ihre Tochter Hannelore (* 30. März 1924) kam am 25. August 1942 im Reichsarbeitsdienst um. Das Realgymnasium wurde 1935 von den Nationalsozialisten geschlossen. Nachdem sie in Berlin ausgebombt waren, zog die Familie in das Familienhaus in Bad Bevensen, wo er zunächst als Mathematik- und Physiklehrer an der Realschule und später am Johanneum Lüneburg unterrichtete.
Nach ihm sind die Prandtl–Meyer Winkel, -Strömung und -Expansion benannt.